# 教育部國語辭典
教育部國語辭典修訂本是中華民國教育部編纂的大型辭典，目前最新版本是2021年10月28日推出的《教育部重編國語辭典修訂本》網路第六版，共收字 11,930 字，收詞 152,398 條。其線上版本由國家教育研究院負責維護。

## 前史
中華民國教育部《國語辭典》最早是在1926年開始籌備，1931年開始編輯，1936年開始委由商務印書館排印並發行第1冊；至1945年編輯完成並全部出齊，總共分成8冊，這就是《國語辭典》初版。後於1947年再就原內容重加校勘，分為4冊，仍交付商務印書館印行，此版本一般習稱為《國語辭典》原編本。
《國語辭典》的籌備和編輯機構是簡稱「國語統一會」的國語統一籌備會（1919年4月21日成立，後改名「國語統一籌備委員會」）。

## 在臺灣的發展

### 《重編國語辭典》
中華民國中央政府1949年遷至臺灣以後，教育部國語推行委員會在1976年到1979年間以1947年的重版《國語辭典》做底本重編，聘請葉公超先生為「重編國語辭典指導委員會」主任委員，國語日報董事長何容先生擔任總編輯，臺灣師範大學教授王熙元先生為副總編輯。此次重編，刪併原書條目1萬餘，新增2萬多條的專科詞，共計收錄約12萬3,000條目，較原書分量多出百分之50，從4冊擴編為6冊。在1981年成書，交臺灣商務印書館排印出版，這就是教育部《重編國語辭典》，一般習稱為《國語辭典》重編本。

### 《重編國語辭典修訂本》
教育部將「重編本」交臺灣商務印書館排印出版時，雙方簽定合約，規劃隔5年便再作修訂。故於1987年，教育部即展開《重編國語辭典》修訂工作；前後花費大約6年時間，在1994年完成《重編國語辭典修訂本》，簡稱「修訂本」。此次修訂，收錄詞目16萬餘，另附十餘種附錄；由於若排印為紙本規模過於龐大，臺灣商務印書館估算後決定放棄印行，故此版本未印製紙本，改以電子版本面世。
負責此次修訂的編輯團隊，由國立臺灣師範大學李鍌教授擔任召集人，李殿魁教授為總編輯，中央警察大學曾榮汾教授為副總編輯。規劃初期，先將「重編本」內容從收詞、收音、釋義、引例、體例等各角度進行分析，後來，除了沿用原「重編本」的專科詞，大部分的語詞在體例、內容上都作了大幅度改變。另外，在編輯技術上，也改變了傳統大量使用小卡片及稿紙的方式，結合資管觀念，由曾副總編輯自行開發編輯軟體，改用電子化編輯，並於1993年尚未完成編輯時，便依音序分階段公布試行版本，透過臺灣學術網路（TANet）向全球徵求高見，以為後續修訂參考。1994年9月正式發行臺灣學術網路版初版，至2015年間則陸續進行過數次改版，各版次概況如下：
1. 臺灣學術網路初版（1994年9月，教育部長郭為藩）：由中央研究院簡立峰博士帶領團隊設計的Gopher版本檢索系統，字符編碼為五大碼。因當年INTERNET網速及頻寬問題，使用者不多。
2. 臺灣學術網路二版（1996年7月，教育部長吳京）：由中研院簡立峰博士帶領團隊設計的全球資訊網檢索系統版本，尚屬測試版檢索系統。
3. 臺灣學術網路三版（1997年3月，教育部長吳京）：由中研院簡立峰博士帶領團隊設計的全球資訊網檢索系統版本之正式檢索系統，同時於六月發行光碟版，網路計數器亦此時啟動。
4. 臺灣學術網路四版（1998年4月，教育部長林清江）：此次改版主要為內容更新。是年11月計數器人次為69,000；後隨教育部1997年後推動TANet到小學後，單日使用人次逐漸增加。
5. 臺灣學術網路四版ver.2（2007年12月，教育部長杜正勝）：此次改版主要為檢索及維護系統之更新。系統由中研院林晰先生團隊製作。
6. 臺灣學術網路五版（2015年11月，教育部長吳思華）：此次修訂，以原版內容為基礎，維持既有之歷史語言辭典性格，惟於語用現象、專科知識、社會價值等添加了更多當代的元素，以呈現當代的普遍實況與認知；在檢索系統上，則除考量既有讀者群的習慣，保留原版檢索方式，另針對語文教學的需要，增加了新的檢索功能。字符編碼改用Unicode。[2]。
7. 臺灣學術網路六版（2021年10月28日[3]，教育部長潘文忠）：此次改版主要更新包含檢索功能、部首索引中新增顯示變形部首功能、並開放註冊會員，可儲存字詞瀏覽紀錄。[4]

據2010年「修訂本」使用人次統計，每日使用人次約4～6萬，累計使用人次至2010年7月29日達1億，2013年8月已至1億8千多萬人次，截至2016年4月已達到2億6千多萬人次。在2012年底前本典由教育部國語推行委員會擔任維護工作，2013年由國家教育研究院本國語文研究發展辦公室接續維運，本國語文研究發展辦公室裁撤後由國家教育研究院語文教育及編譯研究中心接續維運。
2015年辭典內文資料庫併同字圖等資料，以「創用CC-姓名標示-禁止改作 臺灣3.0授權條款」進行公眾授權，供各界利用。現有採此公眾授權利用者，如《萌典》。

## 後續發展
中華民國教育部以在公布「修訂本」之後，後續編輯完成的線上語文工具書如下：

### 《重編國語辭典簡編本》
《重編國語辭典簡編本》於2000年發布，是為中小學生及外國人士學習華語文的需求而編輯的辭典，收錄6,633個字（含多音字）及約4萬5千個詞條，部份詞條附有朗讀語音和圖片。其所收字詞為「國語辭典簡編本編輯小組」隨機抽樣民國八十一、八十二年的報刊雜誌、暢銷書和國中小國文課本而做的字詞頻統計，並將統計結果與同等級辭典比對，再聘請專人審核、篩選。

### 《國語小字典》
《國語小字典》於2000年發布，是一部為國小學童編輯的字典，其條目僅收字而不收詞，收字及釋義都考慮了小學生的學習程度，計收 4,307 字。編輯小組除了進行國小各科課本用字的調查外，並且參考了幾個字詞頻的調查報告書，然後設計出適合小學生閱讀的體例。

### 《中小學語文學習詞典》
《中小學語文學習詞典》於2024年11月發布試用版，是一部為國小三年級至國中階段學生編輯，協助其語言學習的辭典。該辭典仍處於編輯階段，尚未完成建置，目前僅提供少量詞條用作系統測試。

### 《成語典》
《成語典》於2003年發布試用版，2005年發布正式版。因考據嚴謹，2010年時已累計有4,500萬使用人次，收「主條成語」共計 1,568 條。

### 《異體字字典》
《異體字字典》於2000年發布試用版，正式版於2001年6月發布，為總整漢字字形的大型資料庫。2012年8月公布更新檢索系統的試用版。2017年推出正式六版，總計收錄 106,330 字。2024年推出正式七版，總計收錄 106,303 字。

### 《臺灣客家語常用詞辭典》
《臺灣客家語常用詞辭典》於2008年發布試用版，為臺灣客家語辭典，所收錄之詞彙以四縣腔及海陸腔為主，其中釋義之編纂部分參考「修訂本」內容。後續配合教育部公布之「客家語拼音方案」及「臺灣客家語書寫推荐用字」內容，並考量客語習用方式，逐年進行修訂，現已增加四縣、海陸、大埔、饒平、詔安、南四縣等六腔音讀標示與播音（僅有詞彙部分）功能。

### 《臺灣閩南語常用詞辭典》
《臺灣閩南語常用詞辭典》於2008年發布試用版，為臺灣閩南語辭典，其中釋義之編纂部分參自「修訂本」內容。

## 來源
- 《重編國語辭典簡編本》所收的字音，參照教育部公布之《國語一字多音審訂表》，並經審音委員會審訂決議，但有些音与《番訂表》不同，仍應以《審訂表》为準。[13]
- 《重編國語辭典修訂本》因編輯較早，具保存傳統音讀之目的，所以於音讀部分「並非完全參照」《國語一字多音審訂表》。如為教學所需，仍應以《國語一字多音審訂表》為據。[14]
- 《重編國語辭典修訂本》所收錄的字，來自《常用國字標準字體表》以及《次常用國字標準字體表》，並酌收一些罕用字。